# Río Uma
El río Uma es un río del noroeste de la península ibérica que discurre por Galicia, España. Es afluente del río Tea por su margen derecho, a su vez afluente del río Miño. De unos 17 kilómetros de longitud, atraviesa la comarca del Condado, al sur de la provincia de Pontevedra, en los municipios de Puenteareas y Salvatierra de Miño.

## Etimología
Uma  < *u̯h1-m-a, vendría de la raíz hidronímica prelatina gallega indoeuropea *u̯h1-m (auga)̯̯ cfr. lat. ūmeō <*u̯h1-m-o, de reconocida presencia en la hidronimia gallega (río Umia, río Mao, Acea de Ama etc).

## Curso
Nace en la parroquia de Uma, de donde toma el nombre. Está enmarcado en la cuenca del Miño. La altitud media es de 59 m sobre el nivel del mar. Tiene varios molinos y estanques (por ejemplo Poza de Cecia en Lira). Tiene un coto de pesca de 5,70 km. El límite superior se establece en el lugar de Ponte Alta, en el pueblo de Lira (Salvatierra de Miño), y el límite inferior en el embalse de Manguiña, entre A Valboa y As Covas (Puenteareas).